# Franco Pellizotti
Franco Pellizotti (Latisana, Friül - Venècia Júlia, 15 de gener del 1978) és un exciclista italià. Fou professional del 2001 al 2018.

## Dopatge i suspensió
Al Giro d'Itàlia de 2009 va acabar tercer classificat, acompanyant a la maglia rosa Denís Ménxov i al segon Danilo Di Luca. A més, va obtenir una victòria d'etapa a l'ascensió al Blockhaus, port de categoria especial. Posteriorment es va saber que Di Luca, havia donat positiu per CERA. L'exclusió i sanció a Di Luca va fer que, en un principi, Pellizotti pugés al segon lloc de la general i se li atorgés una etapa més.
Al Tour de França va aconseguir el mallot de la muntanya, per davant d'Egoi Martínez; i també va aconseguir el premi de la combativitat.
El 3 de maig de 2010, l'UCI demana l'obertura d'un procediment disciplinari degut a valors anormals al passaport biològic. És exclòs de l'equip Liquigas que ha de participar en el Giro d'Itàlia
La fiscalia antidopatge del CONI demanà una sanció de dos anys de suspensió pel corredor, sobre la base dels resultats anòmals detectats. El 8 de novembre de 2010 el Tribunal Nacional Antidopatge (TNA) del CONI va absoldre el corredor al considerar que els indicis presentats eren insuficients i que no hi havia un nivell de certesa suficient per condemnar al ciclista.
L'UCI, va mostrar el seu rebuig a la decisió del TNA italià i va anunciar que presentaria un recurs davant el TAS, la màxima instància esportiva. El 8 de març del 2011 el TAS va sancionar amb dos anys de suspensió a Franco Pellizotti per dopatge, reforçant així l'ús del passaport biològic com mètode per la lluita antidopatge. El TAS va ordenar també la seva exclusió de totes les curses en les que hagués participat a partir del dia dels seus resultats anòrmals en el passaport biològic. Així li van ser anul·lats els resultats del 2009: el segon lloc al Giro d'Itàlia seria per Carlos Sastre, la seva victòria al Blockhaus durant aquell Giro pasaria a Stefano Garzelli i el mallot de la muntanya del Tour de França a mans d'Egoi Martínez.

## Palmarès
- 2000
  - 1r a la Copa Ciutat d'Asti
  - Vencedor d'una etapa al Tríptic de les Ardenes
- 2002
  - 1r al Giro del Friül
  - Vencedor d'una etapa a la Tirrena-Adriàtica
  - Vencedor d'una etapa a la Volta al País Basc
  - Vencedor d'una etapa a la Volta a Polònia
- 2004
  - 1r al Gran Premi de Chiasso
- 2005
  - 1r a la Setmana Internacional de Coppi i Bartali i vencedor d'una etapa
- 2006
  - Vencedor d'una etapa del Giro d'Itàlia
- 2007
  - 1r al Memorial Marco Pantani
  - Vencedor d'una etapa a la París-Niça
- 2008
  - Vencedor d'una etapa del Giro d'Itàlia
- 2009
  - 3r al Giro d'Itàlia i vencedor d'una etapa
  -   Gran Premi de la Muntanya del Tour de França
- 2012
  -  Campió d'Itàlia en ruta

### Resultats al Giro d'Itàlia
- 2002. 16è de la classificació general
- 2003. 9è de la classificació general
- 2004. 11è de la classificació general
- 2006. 8è de la classificació general. Vencedor d'una etapa
- 2007. 9è de la classificació general
- 2008. 4t de la classificació general. Vencedor d'una etapa
- 2009. 3r de la classificació general. Vencedor d'una etapa
- 2013. 11è de la classificació general
- 2014. 12è de la classificació general
- 2015. 24è de la classificació general
- 2017. 21è de la classificació general

### Resultats al Tour de França
- 2003. 75è de la classificació general
- 2005. 47è de la classificació general
- 2009. 37è de la classificació general
- 2018. 60è de la classificació general

### Resultats a la Volta a Espanya
- 2001. 20è de la classificació general
- 2007. 37è de la classificació general
- 2017. 25è de la classificació general
- 2018. 50è de la classificació general